# Agnietenhof (Tiel)

## Theater
Schouwburg en filmtheater Agnietenhof is een theater in Tiel. Het theater beschikt over twee zalen: de Grote Zaal (circa achthonderd zitplaatsen) en de kleine zaal (ruim tweehonderddertig zitplaatsen). Gedurende het seizoen wordt er een gevarieerd cultureel programma aangeboden met ongeveer honderdtachtig voorstellingen. Hierbij komen de volgende genres aan bod: cabaret, toneel, musical, muziek, muziektheater, klassieke muziek, opera, dans, show, specials, festivals, cultuur uit de regio en theatercolleges.

## Filmtheater
De Rabozaal wordt niet alleen gebruikt voor kleine voorstellingen, maar dient ook als filmtheater. In dit filmtheater worden van september tot en met mei vooral arthouse-films en documentaires gedraaid. Het filmtheater organiseert ook maandelijks een filmochtend, en een film- en literatuurreeks waarin elke maand een filmdocent een boekverfilming onder de loep neemt. Verder zijn er regelmatig documentairespecials met steeds twee documentaires, ontbijtfilms en wordt vier keer per seizoen "Peuterpret" gehouden, een film op zondag voor kinderen.

## Historie
De naam Agnietenhof is afkomstig van het voormalige middeleeuwse Sint Agnietenklooster dat op de locatie van het huidige theater stond. De kapel van het klooster werd in de negentiende eeuw als theaterzaal gebruikt.
Het theater is ontworpen door Holt en Bijvoet en in 1969 gebouwd. In 2000 werd het geheel gerenoveerd naar een ontwerp van Dam & Partners Architecten. In 2014 is het naar een ontwerp van TenBrasWestinga uitgebreid met een restaurant en zijn zowel de beide zalen als de foyers gerenoveerd.